# Damernas lagtävling i bågskytte vid olympiska sommarspelen 1988
Den här artikeln behandlar damernas lagtävling i bågskytte under olympiska sommarspelen 1988. 

## Medaljörer
| Klass             | Guld                                                 | Silver                                                          | Brons                                           |
| Sommarspelen 1988 | Sydkorea Kim Soo-Nyung Wang Hee-Kyung Yun Young-Sook | Indonesien Lilies Handayani Nurfitriyana Saiman Kusuma Wardhani | USA Deborah Ochs Denise Parker Melanie Skillman |

## Resultat

### Första rundan
| Placering | Nation         | Poängresultat |
| --------- | -------------- | ------------- |
| 1         | Sydkorea       | 3925          |
| 2         | Sovjetunionen  | 3818          |
| 3         | Chinese Taipei | 3749          |
| 4         | USA            | 3742          |
| 5         | Indonesien     | 3720          |
| 6         | Västtyskland   | 3702          |
| 7         | Storbritannien | 3692          |
| 8         | Kina           | 3683          |
| 9         | Polen          | 3681          |
| 10        | Sverige        | 3662          |
| 11        | Frankrike      | 3653          |
| 12        | Mongoliet      | 3626          |
| 13        | Finland        | 3593          |
| 14        | Turkiet        | 3590          |
| 15        | Japan          | 3567          |

### Semifinal
| Placering | Nation         | Poängresultat | Rank-ändring |
| --------- | -------------- | ------------- | ------------ |
| 1         | Sydkorea       | 1000          | 0            |
| 2         | USA            | 988           | +2           |
| 3         | Sovjetunionen  | 978           | -1           |
| 4         | Indonesien     | 975           | +1           |
| 5         | Storbritannien | 962           | +2           |
| 6         | Västtyskland   | 953           | 0            |
| 7         | Frankrike      | 950           | +4           |
| 8         | Sverige        | 949           | +2           |
| 9         | Kina           | 948           | -1           |
| 10        | Polen          | 945           | -1           |
| 11        | Chinese Taipei | 939           | -8           |
| 12        | Mongoliet      | 912           | 0            |

### Final
| Placering | Nation         | Poängresultat | Rank-ändring |
| --------- | -------------- | ------------- | ------------ |
| 1         | Sydkorea       | 982           | 0            |
| 2         | Indonesien     | 952           | +2           |
| 3         | USA            | 952           | -1           |
| 4         | Sovjetunionen  | 951           | -1           |
| 5         | Storbritannien | 933           | 0            |
| 6         | Västtyskland   | 931           | 0            |
| 7         | Sverige        | 930           | +1           |
| 8         | Frankrike      | 898           | -1           |